# 茨维考足球俱乐部
茨维考足球俱乐部是一家位于德国萨克森州茨维考的一家足球俱乐部，目前参加德国足球丙级联赛。